# Albert Piette
Pour les articles homonymes, voir Piette.
 (septembre 2018).
Si vous disposez d'ouvrages ou d'articles de référence ou si vous connaissez des sites web de qualité traitant du thème abordé ici, merci de compléter l'article en donnant les références utiles à sa vérifiabilité et en les liant à la section « Notes et références ».
 (septembre 2018).
- Si vous ne connaissez pas le sujet, laissez ce bandeau (vous pouvez alors contacter les auteurs).
- Si vous supprimez le contenu mis en cause (vous pouvez préalablement contacter les auteurs),

argumentez précisément cette suppression dans la page de discussion
(un manque de référence n'est pas un argument ; une recherche réelle de référence doit avoir été effectuée, être formellement documentée).
Albert Piette est né le 18 avril 1960 à Namur (Belgique). Il est anthropologue et professeur au département d'anthropologie de l'université Paris-Nanterre.

## Biographie
Il a d'abord travaillé sur des questions d'observation de l'action, en particulier dans le domaine religieux. Il y tente surtout de décrire et d'analyser les détails et le cours ordinaire des situations - ce qu'il nomme le mode mineur de la réalité.
Depuis quelques années, l'objectif d'Albert Piette est de penser l'anthropologie comme discipline spécifique, science des êtres humains, différente de la sociologie et de l'ethnologie, avec des orientations théoriques, thématiques et méthodologiques précises. Il s'agit, selon lui, de faire entrer l'être humain, comme entité spécifique, en anthropologie qu'il considère être trop focalisée non seulement sur les ensembles cultures ou sur des systèmes sociaux, mais aussi sur les situations, les actions et les relations, d'autre part. C'est la tâche qui serait celle de l'anthropologie existentiale: observer, décrire et analyser la microcontinuité de l'être humain vivant les instants et les situations selon diverses modalités de présence-absence et passivité-activité. Albert Piette ne veut pas considérer l'anthropologie existentiale comme secondaire, il la juge capitale pour l'anthropologie, son avenir et son désenclavement des sciences de la société. Dans ce projet, il continue à faire du mode mineur de la réalité un élément capital pour définir la différence anthropologique.
À cette fin d'observations détaillées des êtres humains, Albert Piette considère que l'ethnographie travaillant surtout sur des ensembles (des activités et des groupes) est moins opportune que la phénoménographie se focalisant sur des individus singuliers. Comme le mot l'indique, la phénoménographie étudie d'une part ce qui apparaît, les formes, les mouvements, les postures, et d'autre part, comme contrepoint empirique de la phénoménologie, elle tente de décrire les états d'esprit et les ressentis dans la continuité des moments.
Dans le développement de cette perspective, il sollicite la notion de volume pour préciser la focalisation de l'anthropologue existentiale sur l'être humain qu'il nomme volume d'être ou volume humain. Cette notion, associée à celles de volumographie et de volumologie, lui permet d'insister sur l'unité de l'entité humaine, son entièreté, son unicité et aussi sa continuité stylistique.

## Publications

### Livres
- Les Jeux de la fête, Paris, Publications de la Sorbonne, 1988, rééd. 2023.
- Le Mode mineur de la réalité. Paradoxes et photographies en anthropologie, Louvain, Peeters, 1992.
- Les Religiosités séculières, Paris, PUF, 1993.
- Ethnographie de l'action. L'observation des détails, Paris, Métailié, 1996.
- La Religion de près. L'activité religieuse en train de se faire, Paris, Métailié, 1999.
- Détails d'amour ou le lien par l'écriture, Paris, L'Harmattan, 2003.
- Le Fait religieux. Une théorie de la religion ordinaire, Paris, Economica, 2003.
- Le Temps du deuil, Paris, Eds de l'Atelier, 2005.
- Petit traité d'anthropologie, Marchienne-au-Pont, Socrate Editions Promarex, 2006.
- L'Être humain, une question de détails, Marchienne-au-Pont, Socrate Editions Promarex, 2007.
- L'Acte d'exister. Une phénoménographie de la présence, Marchienne-au-Pont, Socrate Editions Promarex, 2009.
- Anthropologie existentiale, Paris, Pétra, 2009.
- Propositions anthropologiques pour refonder la discipline, Paris, Pétra, 2010.
- Fondements à une anthropologie des hommes, Paris, collection « Société et Pensées », Éditions Hermann, 2011.
- De l'ontologie en anthropologie, Paris, Berg International, 2012.
- L'origine de la croyance, Paris, Berg International, 2013.
- Contre le relationnisme. Lettre aux anthropologues, Lormont, Le Bord de l'eau, 2014.
- Méditation pessoanienne. Science de l'existence et destin de l'Anthropologue, Paris, Éditions Matériologiques, 2014.
- Avec Heidegger contre Heidegger. Introduction à une anthropologie de l'existence, Lausanne, Éditions L'Âge d'Homme, 2014.
- What is Existential Anthropology ?, edited with Michael Jackson (en), New York - Oxford, Berghahn (en), 2015.
- Existence in the Details. Theory and Methodology in Existential Anthropology, Berlin, Duncker & Humblot, 2015.
- Aristote, Heidegger, Pessoa : l'appel de l'anthropologie, Paris, Pétra, 2016.
- L'humain impensé, Paris, Presses Universitaires de Paris Ouest (en collaboration avec Jean-Michel Salanskis), 2016.
- Antropologia dell'esistenza, Venizia, Alvisopoli, 2016.
- Separate Humans. Anthropology, Ontology, Existence, Milan, Mimesis International, 2016.
- Le volume humain. Esquisse d'une science de l'homme, Lormont, Le Bord de l'eau, 2017.
- Dictionnaire de l'humain (éd. avec J.-M. Salanskis et al.), Nanterre, Presses Universitaires de Paris Nanterre, 2018.
- Anthropologie théorique ou comment regarder un être humain, Londres, Iste Éditions, 2018 (traduit en anglais : Theoretical Anthropology or How to Observe a Human Being, Wiley-Iste, 2019).
- Ethnographie de l'action. L'observation des détails, 2e édition, Paris, Éditions de l'EHESS, 2020.
- L'être-cycliste, anthropologie triste, Saint-Guilhem-le-Désert, Éditions Guilhem, 2022.
- Anthropologie existentiale, autographie et entité humaine, Londres, Iste Éditions, 2022.
- La religion de près, 2e édition, Genève, Labor et Fides, 2022.
- Dictionnaire des anthropologies (éd. avec M. Lequin), Nanterre, Presses Universitaires de Paris Nanterre, 2022.
- Les jeux de la fête, 2e édition, Paris, Editions de la Sorbonne, 2023.
- The Routledge International Handbook of Existential Human Science, edited with Huon Wardle and Nigel Rapport, New York - London, Routledge, 2023.

## Quelques commentaires
- Section spéciale de Studies in Religion : The Enduring Value’s Albert Piette La religion de près, édité par Frederic Dejean, 53, 4, 2024 (online).
- Antoni Glowacki, Look at a Human Being, and Learn to See Him: On Albert Piette's Existantial Anthropology: Albert Piette, Theoretical Anthropology or How to Observe a Human Being, dans Stan Rzeczy, 2, 17, 2019, p. 185-193.
- Benoît Haug, Gwendoline Torterat, Isabelle Jabiot (éds), Des instants et des jours. Observer et décrire l’existence, Paris, Pétra, 2017.
- Concetta Garofalo, L’anthropologia esistenziale di Albert Piette. Ripartie dall’individuo, Dialoghi Mediterranei, 21, septembre 2016 (online).
- Laurent Denizeau, L'infra de l'humain : Du mode mineur de la réalité à l'anthropologie existentiale dans l'oeuvre d'Albert Piette, Le Philosophoire, 44, 2, 2015, p. 177-199.
- Catherine Rémy et Laurent Denizeau (éds), La Vie, mode mineur, Paris, Presses des Mines, 2015.
- Yann Schmitt, Refaire de l'anthropologie. Le singulier avant les relations, L'Homme, 214, 2015/2, p. 137-146.
- Laurent Denizeau, Considering Human Existence: An Existential Reading of Michael Jackson and Albert Piette, in M. Jackson and A. Piette (eds), What is Existential Anthropology ?, New York-Oxford, Berghahn Books, 2015, p. 214-236.
- Stanislas Deprez, The Minor Mode. Albert Piette and the Reshaping of Anthropology, Sociologus, Volume 64, Issue 1, 2014, p. 87-96.
- Fanny Colonna, Trois monothéismes, une cause commune, ThéoRèmes [Anthropologie des religions], février 2011 (online).
- James Arthur Beckford, A Minimalist Sociology of Religion ?, in J. A. Beckford et J. Walliss (eds), Theorising Religion : Classical and Contemporary Debates, Aldershot, Ashgate Publishing, 2006, p. 182-196.